# Marathon du Cap
Le Marathon du Cap est une course de marathon se déroulant tous les ans, en septembre, dans les rues du Cap, en Afrique du Sud. Créée en 2007, l'épreuve fait partie depuis 2015 du circuit international des IAAF Road Race Label Events, dans la catégorie des « Labels d'argent ». 

## Palmarès
Record de l'épreuve
| N°  | Année | Hommes                                      | Hommes                                      | Hommes                                      | Femmes                                      | Femmes                                      | Femmes                                      |
| N°  | Année | Athlète                                     | Pays                                        | Temps                                       | Athlète                                     | Pays                                        | Temps                                       |
| --- | ----- | ------------------------------------------- | ------------------------------------------- | ------------------------------------------- | ------------------------------------------- | ------------------------------------------- | ------------------------------------------- |
| 1re | 2007  | Mluleki Nobanda                             | Afrique du Sud                              | 2 h 14 min 46 s                             | Samukeliso Moyo                             | Zimbabwe                                    | 2 h 41 min 30 s                             |
| 2e  | 2008  | Motlokoa Nkhabutlane                        | Lesotho                                     | 2 h 14 min 16 s                             | Samukeliso Moyo                             | Zimbabwe                                    | 2 h 42 min 12 s                             |
| 3e  | 2009  | George Mofokeng                             | Afrique du Sud                              | 2 h 14 min 20 s                             | Sharon Tavengwa                             | Zimbabwe                                    | 2 h 47 min 08 s                             |
| 4e  | 2010  | Gert Thys                                   | Afrique du Sud                              | 2 h 22 min 12 s                             | Nomvuyisi Seti                              | Afrique du Sud                              | 2 h 57 min 12 s                             |
| 5e  | 2011  | Amos Maiyo                                  | Kenya                                       | 2 h 14 min 55 s                             | Chiyedza Chokore                            | Zimbabwe                                    | 2 h 46 min 31 s                             |
| 6e  | 2012  | Gilbert Mutandiro                           | Zimbabwe                                    | 2 h 19 min 16 s                             | Alicen Manake                               | Zimbabwe                                    | 2 h 51 min 37 s                             |
| 7e  | 2013  | Paul Manawa                                 | Kenya                                       | 2 h 17 min 51 s                             | Samukeliso Moyo                             | Zimbabwe                                    | 2 h 42 min 46 s                             |
| 8e  | 2014  | Willy Kibor Koitile                         | Kenya                                       | 2 h 10 min 41 s                             | Meseret Biru                                | Éthiopie                                    | 2 h 30 min 56 s                             |
| 9e  | 2015  | Shadrack Kemboi                             | Kenya                                       | 2 h 11 min 41 s                             | Isabella Ochichi                            | Kenya                                       | 2 h 30 min 20 s                             |
| 10e | 2016  | Asefa Mengstu                               | Éthiopie                                    | 2 h 08 min 41 s                             | Tish Jones                                  | Royaume-Uni                                 | 2 h 36 min 13 s                             |
| 11e | 2017  | Asefa Mengstu                               | Éthiopie                                    | 2 h 10 min 01 s                             | Betelhem Moges                              | Éthiopie                                    | 2 h 30 min 22 s                             |
| 12e | 2018  | Stephen Mokoka                              | Afrique du Sud                              | 2 h 08 min 31 s                             | Helalia Johannes                            | Namibie                                     | 2 h 29 min 28 s                             |
| 13e | 2019  | Edwin Kibet Koech                           | Kenya                                       | 2 h 09 min 20 s                             | Celestine Chepchirchir                      | Kenya                                       | 2 h 26 min 44 s                             |
| —   | 2020  | Annulé en raison de la pandémie de Covid-19 | Annulé en raison de la pandémie de Covid-19 | Annulé en raison de la pandémie de Covid-19 | Annulé en raison de la pandémie de Covid-19 | Annulé en raison de la pandémie de Covid-19 | Annulé en raison de la pandémie de Covid-19 |
| 14e | 2021  | Stephen Mokoka                              | Afrique du Sud                              | 2 h 10 min 01 s                             | Lydia Simiyu                                | Kenya                                       | 2 h 25 min 44 s                             |
| 15e | 2022  | Stephen Mokoka                              | Afrique du Sud                              | 2 h 09 min 58 s                             | Meseret Dinke Meleka                        | Éthiopie                                    | 2 h 24 min 02 s                             |
| 16e | 2023  | Adane Kebede Gebre                          | Éthiopie                                    | 2 h 11 min 29 s                             | Tsige Haileslase Abreha                     | Éthiopie                                    | 2 h 24 min 17 s                             |
| 17e | 2024  | Abdisa Tola Adera                           | Éthiopie                                    | 2 h 08 min 15 s                             | Glenrose Xaba                               | Afrique du Sud                              | 2 h 22 min 22 s                             |